# Kłomnica
Kłomnica (niem. Klausnitz, Slawnitz, Klaumnitz-Bach, Eulenbach) – potok, lewostronny dopływ Piławy o długości 15,23 km.
Potok płynie w Sudetach Środkowych, w Górach Sowich, w woj. dolnośląskim. Źródło Kłomnicy jest usytuowane na północnym zboczu Wielkiej Sowy na wysokości ok. 900 m n.p.m. Potok spływa następnie do Rościszowa, płynąć częściowo wzdłuż drogi wojewódzkiej nr 383. Za Rościszowem płynie w Kotlinie Dzierżoniowskiej i, mijając Piskorzów, wpada w Mościsku do Piławy.